# Gabrijel Jurkić
Gabrijel Jurkić (Livno, 24. ožujka 1886. – Livno, 25. veljače 1974.), hrvatski slikar. Bio je prvi školovani slikar iz Bosne i Hercegovine, koji je slikao pod utjecajima secesije i poentilizma.

## Životopis
Rođen je 24. ožujka 1886. u Livnu, gdje je završio osnovnu školu. Potom je polazio Trgovačku školu, a zatim od 1902. do 1905. građevinski odjel Srednje tehničke škole u Sarajevu.
- 1907./1908. postaje učenikom Privremene škole za umjetnost i obrt u Zagrebu.
- 1908./1909. upisuje se na bečku likovnu akademiju, gdje je odmah prebačen na četvrto godište općeg slikarskog odjela u klasu Aloisa Deluge.
- 1909./1911. pohađa specijalku Kazimira Pochwalskog i izučava segment "Studij umjetnosti bosanske historije".

Nakon bečkih studija vraća se u Sarajevo, priprema prve samostalne izložbe (1911.), u Sarajevu (Društveni dom) i Zagrebu (Umjetnički paviljon).
Nakon gotovo pola stoljeća provedena u Sarajevu vraća se u Livno, u skromni atelje franjevačkog samostana na Gorici, gdje živi sa suprugom Štefom (Štefanijom), poznatom katoličkom književnicom.
Umro je 25. svibnja 1974. i pokopan je na goričkom groblju.

## O djelu Gabrijela Jurkića
Od početka Jurkićevo djelo je u kontinuitetu prožeto blagošću i poetičnošću njegove prirode, iako ga najprije prikazuju kao "jednog od najvećih i najosebujnijih ličnosti čitavog perioda" (1911. – 1921.), a zatim ga potiskuju na marginu kao "skromnog slikara svog kraja, arhajske jednostavnosti gledanja". Činjenica je da je Jurkić svojim djelom i osobnošću uvijek bio u suprotnosti sa strastvenošću i borbenošću avangarde. Slučajnost ili sudbina odredila je njegovo slikarsko školovanje u akademskom Beču.
Njegovo prvo slikarsko razdoblje nakon studija ispunjeno je romantičarskim raspoloženjem, inspiriran je krajolicima (Kod ovaca, Marina I), a karakterizira ga i niz izvrsnih portreta gdje uspijeva duboko proniknuti u biće sebi dragih i bliskih ljudi i tako ih približiti i samom promatraču (Moja majka, Fra Eugen).
Od dvadesetih godina Jurkić se oslobađa akademskog usmjerenja, postaje impresionistički slobodan, koristi se poentilističkom tehnikom slikanja, uvodi više svjetla na platno (kao da ga je oslobodio iz pukotine, jer ono je od početka prisutno). Slika efekte svjetla i bijele boje (Impresija, Snježna idila), otvarajući širok spektar boja (Dvije sestre u suncu). Kako je sam rekao dotaknuo je svijet koji nema granica. 
U svojoj možemo reći trećoj slikarskoj fazi, Gabrijel slika bosanske krajolike, uspijevajući dočarati atmosferu određenog trenutka, na bezvremenski način. Religioznost u njegovom djelu odražava se upravo kroz slikanje prirode, a ne kroz religijske motive. Njemu se priroda otvorila, tražio je ljepotu, dakle istinu i u tome je uspio.
Utočište i mir nalazi u ateljeu franjevačkog samostana na Gorici. Tu umire i svoje slike oporučno ostavlja samostanu, a time i samom gradu Livnu. Godine 1995. u prostoriji FMGG-a otvorena je galerija sa stalnim postavom slika Gabrijela Jurkića, prema odabiru Ivice Šiška, akademskog slikara i profesora na ALU u Zagrebu, uz podršku ministarstva za kulturu Republike Hrvatske.
Osim stalnog postava slika Gabrijela Jurkića, u prostorijama samostana izložene su uz Gabrijelove i slike starih majstora, kao i suvremenih umjetnika (Fra A.Kaić, I. Šeremet, Lj. Lah, I. Šiško,...).
O njegovu je radu napisala monografiju hrvatska povjesničarka umjetnosti Ivanka Reberski.

## Vanjske poveznice
- Galerija Kaptol  Arhivirana inačica izvorne stranice od 17. svibnja 2007. (Wayback Machine)
- Galerija Mona Lisa  Arhivirana inačica izvorne stranice od 14. lipnja 2006. (Wayback Machine)
- Matica Hrvatska – Članak u Vijencu, 2005.  Arhivirana inačica izvorne stranice od 27. kolovoza 2007. (Wayback Machine)
- Hrvatski radio o Gabrijelu Jurkiću